# デスティニー (チャカ・カーンのアルバム)
『デスティニー』（Destiny）は、アメリカ合衆国の歌手チャカ・カーンが1986年に発表した、ソロ名義では6作目のスタジオ・アルバム。

## 背景
「ラヴ・オブ・ア・ライフタイム」はスクリッティ・ポリッティのグリーン・ガートサイドとデヴィッド・ガムソンが共作した曲である。「アザー・サイド・オブ・ザ・ワールド」はジェネシスのマイク・ラザフォードがソングライティングに貢献しており、この曲は本作のリリースに先駆けて、1985年公開のアメリカ映画『ホワイトナイツ/白夜』のサウンドトラックで使用された。また、「マイ・デスティニー」は、1986年5月公開のアメリカ映画『ジョ・ジョ・ダンサー』で使用され、同作のサウンドトラック・アルバムにも収録された。

## 反響・評価
アメリカの総合アルバム・チャートBillboard 200では72位、『ビルボード』のR&Bアルバム・チャートでは25位を記録した。また、本作からの先行シングル「ラヴ・オブ・ア・ライフタイム」は、総合シングル・チャートのBillboard Hot 100で53位に達し、同作のリミックス・ヴァージョンは『ビルボード』のダンス・ミュージック/クラブ・プレイ・シングル・チャートで11位、R&B/ヒップホップ・チャートで21位を記録している。第29回グラミー賞では、本作が最優秀女性R&Bパフォーマンス賞にノミネートされた。
スウェーデンのアルバム・チャートでは4回（8週）連続でトップ40入りし、最高13位を記録した。
アレックス・ヘンダーソンはオールミュージックにおいて5点満点中3点を付け「"Watching the World"、"The Other Side of the World"、"So Close"を含む一部の曲は、R&B色よりもずっとポップ/ロック色が強い」「『デスティニー』は完璧ではないが、このアルバムはマイナス面よりもプラス面の方がずっと多く、R&Bのファンにもポップ/ロックのファンにもたやすく薦められる」と評している。

## 収録曲
1. ラヴ・オブ・ア・ライフタイム "Love of a Lifetime" (David Gamson, Green Gartside) – 4:21
  - プロデュース：グリーン・ガートサイド、デヴィッド・ガムソン、アリフ・マーディン
2. アース・トゥ・ミッキー "Earth to Mickey" (Charlie Singleton) – 5:41
  - プロデュース：アリフ・マーディン
3. ウォッチング・ザ・ワールド "Watching the World" (Richard Page, Steve George, John Lang) – 4:44
  - プロデュース：アリフ・マーディン、ジョー・マーディン
4. アザー・サイド・オブ・ザ・ワールド "The Other Side of the World" (B. A. Robertson, Mike Rutherford) – 3:41
  - プロデュース：アリフ・マーディン、ジョー・ブキャナン
5. マイ・デスティニー "My Destiny" (Chaka Khan) – 4:39
  - プロデュース：アリフ・マーディン、フィリップ・セス、チャカ・カーン
6. あなただけに "I Can't Be Loved" (Glen Ballard, Randy Goodrum) – 4:30
  - プロデュース：レジー・グリフィン、ジョー・マーディン、アリフ・マーディン
7. イッツ・ユー "It's You" (Tony Patler, Portia Griffin) – 4:19
  - プロデュース：アリフ・マーディン、レジー・グリフィン
8. ソー・クロース "So Close" (Pam Tillis, Richard Feldman, Marcy Levy) – 4:19
  - プロデュース：ボー・ヒル、アリフ・マーディン
9. タイト・フィット "Tight Fit" (Bunny Siegler, Marvin Morrow) – 4:39
  - プロデュース：ラス・タイトルマン、アリフ・マーディン
10. フーズ・イット・ゴナ・ビー "Who's It Gonna Be" (Gary Goetzman, Mike Picirillo) – 4:37
  - プロデュース：アリフ・マーディン、ジョー・マーディン
11. コルトレーン・ドリームス "Coltrane Dreams" (Arif Mardin, Julie Mardin, C. Khan) – 1:41
  - プロデュース：アリフ・マーディン、センギッツ・ヤルトカーヤ

## 参加ミュージシャン
- チャカ・カーン - ボーカル、ティンバレス、カウベル
- デヴィッド・ガムソン - シンセサイザー(on #1)、プログラミング(on #1)
- ジェイソン・マイルス - プログラミング(on #1)
- マイケル・コリーナ - プログラミング(on #1)
- デヴィッド・レボルト - キーボード(on #1)、シンセサイザー(on #3, #10)、プログラミング(on #3, #10)
- レジー・グリフィン - シンセサイザー(on #2, #6, #10)、キーボード(on #2, #6, #7)、ギター(on #2, #6, #7)、ラップ(on #2)、バッキング・ボーカル(on #6)、サクソフォーン(on #7)
- ジョー・マーディン - シンセサイザー(on #3, #6, #9, #10)、指揮(on #3)、シーケンサー(on #3, #6)、キーボード(on #6, #9)、シーケンサー(on #6)、パーカッション(on #6)
- ロビー・ブキャナン - シンセサイザー(on #4)
- フィリップ・セス - キーボード(on #5)、プログラミング(on #5)
- トニー・パトラー - キーボード(on #7, #9)
- ボー・ヒル - シンセサイザー(on #8)、キーボード(on #8)
- センギッツ・ヤルトカーヤ - キーボード(on #11)
- ジョン・マホニー - プログラミング(on #11)
- ケン・カミングス - プログラミング(on #11)
- ニック・モロク - ギター(on #1, #10)
- ダン・ハフ - ギター(on #3)
- ランディ・フレドリックス - ギター(on #5)
- ポール・ペスコ - ギター(on #6, #9)
- レブ・ビーチ - ギター(on #8)
- マーカス・ミラー - ベース(on #1)、アディショナル・ギター(on #1)
- ピノ・パラディーノ - ベース(on #3)
- アンソニー・ジャクソン - ベース(on #5)
- フレッド・マー - ドラムス(on #1)
- フィル・コリンズ - ドラムス(on #3)、バッキング・ボーカル(on #3)
- デヴィッド・ローゼンバーグ - ドラム・サウンド(on #3, #6)、ドラムス(on #8)
- スティーヴ・フェローン - ドラムス(on #5, #11)
- ジミー・ブラロウアー - ドラム・プログラミング(on #9)
- ボブ・ライリー - ドラム・プログラミング(on #10)
- トーマス・オルダコウスキー - ドラム・プログラミング(on #11)
- ボブ・ゲイ - アルト・サクソフォーン(on #1, #9)
- スコット・ギルマン - テナー・サクソフォーン(on #1)
- マイケル・ブレッカー - テナー・サクソフォーン(on #3)
- サム・リヴァース - テナー・サクソフォーン(on #11)
- マシュー・コーニッシュ - トランペット(on #1)
- ジョン・ファディス - トランペット(on #3)
- マーヴィン・スタム - トランペット(on #3)
- マイケル・モスマン - トランペット(on #3)
- ランディ・ブレッカー - トランペット(on #3)
- トム・マローン - トロンボーン(on #3)
- ジーン・オーロフ - コンサートマスター(on #6)
- マーク・スティーヴンス - バッキング・ボーカル(on #1, #2, #3, #7, #9, #10)
- サンドラ・セイント・ヴィクター - バッキング・ボーカル(on #2, #6, #7, #8, #9, #10)
- シンディ・ミゼル - バッキング・ボーカル(on #6)